# Melitta
Melitta er et tysk firma i Melitta Group, der sælger kaffe og produkter til brygning af kaffe, specielt kaffefiltre og kaffemaskiner. Firmaet har hovedkvarter i Minden, Nordrhein-Westfalen og har navn efter Melitta Bentz, der grundlagde firmaet i 1908, efter at hun havde opfundet og fået patent på et drypsystem til kaffebrygning. Bentz drev derpå Melitta som en familieejet virksomhed.

## Billedgalleri
- Kaffefilter fra Melitta
- Melitta-kaffekande i gul fajance
- Melitta tepotte, der var forlæg for 3D-modellen Utah teapot